# Nephepeltia berlai
Nephepeltia berlai is een libellensoort uit de familie van de korenbouten (Libellulidae), onderorde echte libellen (Anisoptera).
De wetenschappelijke naam Nephepeltia berlai is voor het eerst geldig gepubliceerd in 1950 door Santos.